# ديون كايزر
ديون كايزر (بالإنجليزية: Deon Kayser)‏ هو لاعب اتحاد الرغبي جنوب أفريقي، ولد في 3 يوليو 1970 في يوتينهاغ في جنوب أفريقيا.

## وصلات خارجية
- ديون كايزر عل موقع إسبنسكروم (الإنجليزية)
- ديون كايزر على موقع ItsRugby.co.uk (الإنجليزية)